# Vidua
Vidua Cuvier, 1816 è un genere di uccelli passeriformi della famiglia Viduidae.

## Etimologia

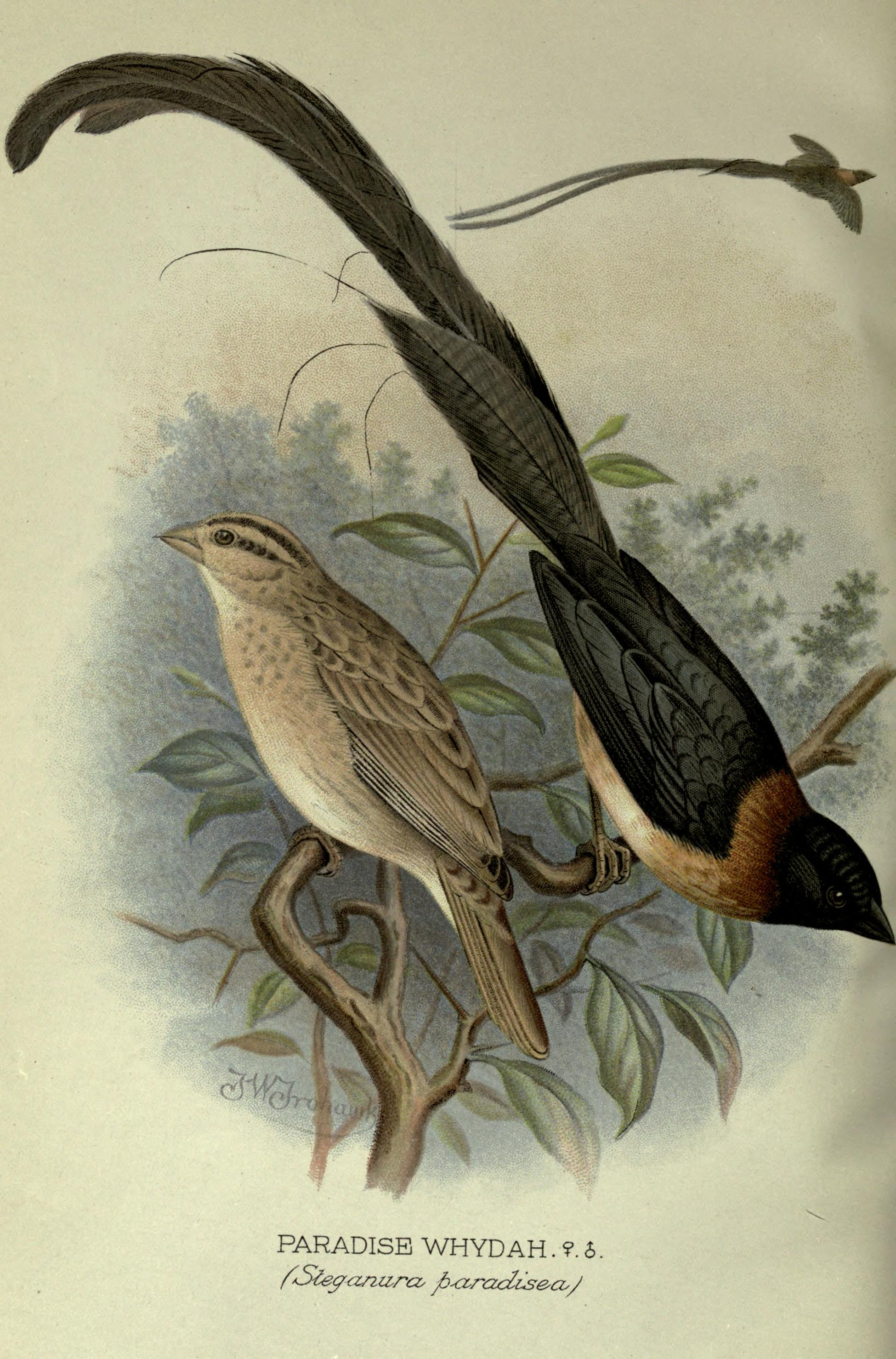
Coppia di vedove del paradiso (maschio a dx) mostra il nettissimo dimorfismo sessuale.

Il nome scientifico del genere, Vidua, significa "vedova" in latino e deriva dalla livrea nera dei maschi in amore, che sommata alle lunghe code esibite da molte specie ricorda l'abbigliamento di una donna a lutto. In italiano il nome comune di questi uccelli è generalmente quello di vedove, con alcune specie (generalmente quelle sprovviste di lunghe code) che sono note anche come combassù.

## Descrizione
Al genere vengono ascritti uccelli di piccole dimensioni (10–13 cm) e dall'aspetto che ricorda molto quello degli estrildidi, muniti di forte becco corto e conico, ali appuntite e coda che in alcune specie, durante la stagione degli amori, possono misurare anche il triplo della lunghezza del corpo.

La livrea dei due sessi è simile durante il periodo di eclissi, dominata dai toni del bruno screziato di scuro a dare un effetto mimetico: dopo la muta che precede la stagione riproduttiva il dimorfismo sessuale diventa invece estremo, coi maschi che sviluppano piumaggio completamente differente rispetto alle femmine, dominato dai toni del nero con iridescenze metalliche, talvolta con presenza di aree ventrali di colore differente (rossiccio o bianco) e, nelle vedove propriamente dette, di lunghissime penne caudali nastriformi.

## Biologia

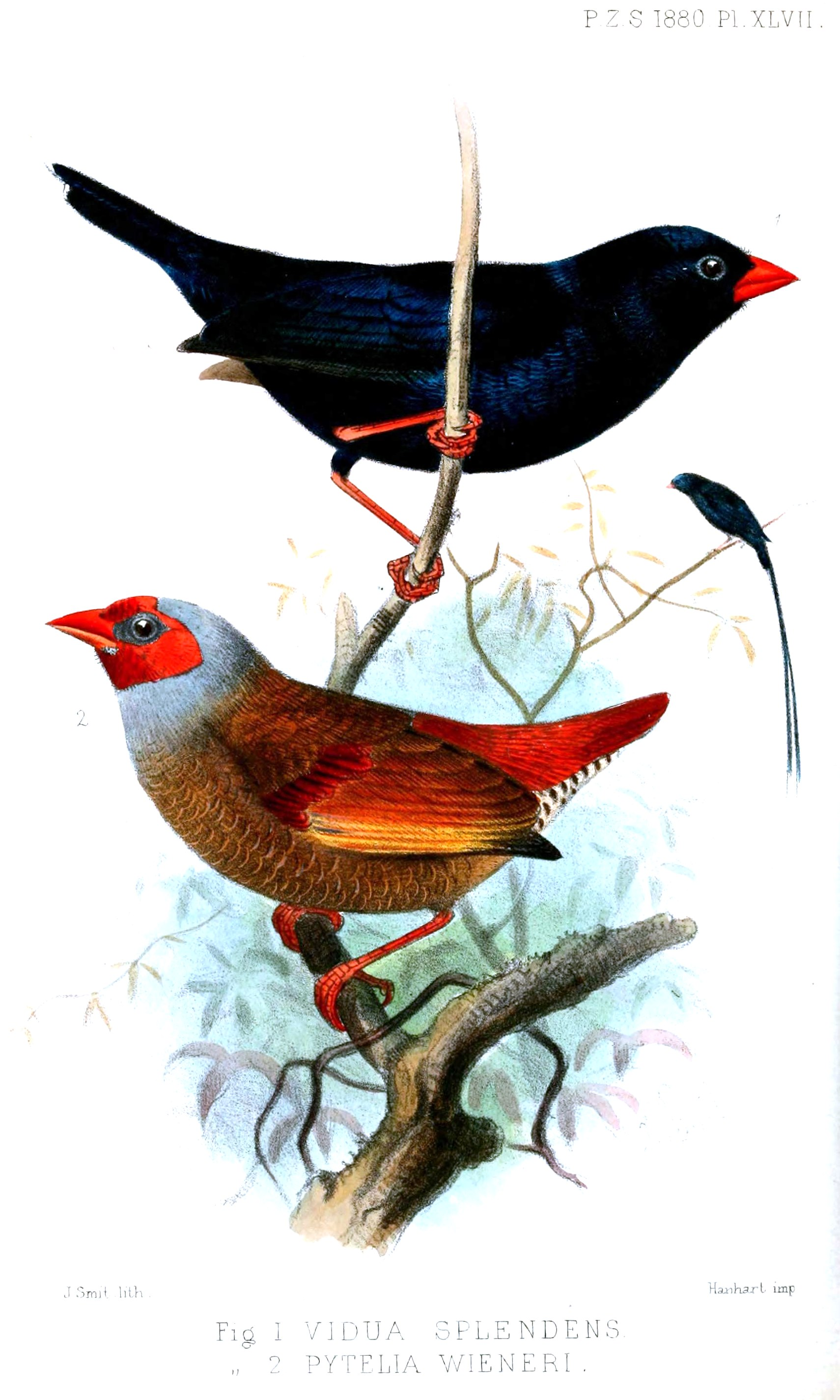
Combassù (in alto), vedova bluacciaio (in secondo piano) e astro dorsogiallo (in basso), che subisce parassitismo di cova da parte delle altre due.

Le specie ascritte al genere hanno abitudini essenzialmente diurne, dieta granivora e all'infuori della stagione riproduttiva sono perlopiù gregarie, trovandosi in stormi misti assieme ad altre specie di estrildidi e ploceidi: durante la stagione degli amori, che coincide con l'inizio della stagione delle piogge, i maschi competono fra loro per conquistare le femmine esibendosi in lek e competendo fra loro in parate anche elaborate, che prevedono movimenti e vocalizzazioni ben codificati.
Le vedove e i combassù sono particolarmente interessanti a livello etologico per le loro abitudini riproduttive, che prevedono il parassitismo di cova: dopo l'accoppiamento, infatti, i maschi si disinteressano completamente dell'allevamento della prole, ed anche le femmine fanno ciò, deponendo le proprie uova nel nido di una specie bersaglio (sempre un estrildide, con ciascuna specie che parassita una singola specie, raramente più di una) ed allontanandosi.

I nidiacei delle vedove differiscono da quelli di altre specie parassite (come i cuculi o gli indicatoridi) in quanto non eliminano gli altri nidiacei, ma crescono assieme a loro. I pulli delle vedove presentano caruncole ai lati della bocca e disegni golari quasi identici a quelli dei pulli delle specie parassitate (che in caso contrario li ignorerebbero, facendoli morire di fame), così come identico è il comportamento di richiesta del cibo.
Una volta cresciute, le vedove utilizzano i richiami delle specie che parassitano (imprintati durante la fase nidicola) per comunicare: le femmine utilizzano tali richiami anche per scegliere il proprio partner ed i nidi da parassitare. Tale comportamento, se da un lato contribuisce alla coesione delle popolazioni in base alla quasi univocità specie di vedova - specie bersaglio di estrildide, dall'altro favorisce i processi di speciazione nel caso in cui le uova venissero deposte in nidi di specie diverse dalle solite specie bersaglio, e ciò corrisponde a quanto osservabile fra le varie specie di combassù.

## Distribuzione e habitat
Le specie ascritte al genere sono diffuse in Africa subsahariana, con la maggior parte di esse che popola la Guinea, sebbene alcune vivano nel Sahel, nel Corno d'Africa o in Africa australe.
L'habitat di questi uccelli è rappresentato dalla savana e dal miombo con presenza di sparse macchie alberate.

## Tassonomia
Al genere vengono ascritte diciannove specie:
| - Genere Vidua - Vidua chalybeata (Statius Müller, 1776) - combassù - Vidua purpurascens (Reichenow, 1883) - combassù purpureo - Vidua raricola Payne, 1982 - combassù di Jambandù - Vidua larvaticola Payne, 1982 - combassù barka - Vidua funerea (de Tarragon, 1847) - vedova fosca - Vidua codringtoni (Neave, 1907) - combassù dello Zambesi - Vidua wilsoni (Hartert, 1901) - combassù di Wilson - Vidua nigeriae (Alexander, 1908) - combassù della Nigeria - Vidua maryae Payne, 1982 - combassù dell'altopiano di Jos - Vidua camerunensis (Grote, 1922) - combassù del Camerun - Vidua macroura (Pallas, 1764) - vedova domenicana - Vidua hypocherina J.Verreaux & E.Verreaux, 1856 - vedova bluacciaio - Vidua fischeri (Reichenow, 1882) - vedova di Fischer - Vidua regia (Linnaeus, 1766) - vedova regina - Vidua paradisaea (Linnaeus, 1758) - vedova del paradiso - Vidua orientalis Heuglin, 1870 - vedova del paradiso orientale - Vidua interjecta (Grote, 1922) - vedova del paradiso codalunga - Vidua togoensis (Grote, 1923) - vedova del paradiso settentrionale - Vidua obtusa (Chapin, 1922) - vedova del paradiso codalarga | - V. macroura. - V. regia. - V. paradisaea. - V. obtusa. |